# Brinkholm
Brinkholm är en ö i Finland. Den ligger i Skärgårdshavet och i kommunen Pargas i den ekonomiska regionen  Åboland i landskapet Egentliga Finland, i den sydvästra delen av landet. Ön ligger omkring 24 kilometer söder om Åbo och omkring 140 kilometer väster om Helsingfors. 
Öns area är 2,3 hektar och dess största längd är 230 meter i nord-sydlig riktning. I omgivningarna runt Brinkholm växer i huvudsak barrskog. Närmaste större samhälle är Väståboland, 8,9 km nordväst om Brinkholm.